# Гостец
Гостец — деревня в Петушинском районе Владимирской области России, входит в состав Нагорного сельского поселения.

## География
Деревня расположена в 13 км на северо-запад от города Покров и в 29 км на запад от райцентра города Петушки.

## История
В конце XIX — начале XX века деревня входила в состав Овчининской волости Покровского уезда, с 1921 года — в составе Александровского уезда. В 1859 году в деревне числилось 30 дворов, в 1905 году — 43 двора, в 1926 году — 37 дворов.
С 1929 года деревня входила в состав Воскресенского сельсовета Киржачского района, с 1940 года — в составе Барсковского сельсовета, с 1945 года — в составе Покровского района, с 1954 года — в составе Панфиловского сельсовета, с 1960 года в составе Петушинского района, с 2005 года — в составе Нагорного сельского поселения.
В 1950-х — 1990-х годах недалеко от деревни проходили ветки узкоколейной железной дороги Электрогорского торфопредприятия: Электрогорск — Ляпино — Желудево. Ветки разобраны в 1993 году.

## Население
| 1859 | 1905 | 1926 | 2002 | 2010 | 2021 |
| ---- | ---- | ---- | ---- | ---- | ---- |
| 188  | ↗214 | ↘145 | ↘0   | →0   | ↗1   |